# 発端者
遺伝医学や他の医学分野において発端者(ほったんしゃ、proband)は研究または報告されている特定の対象者(ヒトや動物)を指す。男の発端者は「proposito」、女は「proposita」と呼ばれ、系統表では発端者は適宜四角(男)や円(女)で陰影をつけられて強調される。発端者を示すことは重要であり、それにより他の個人との関係性が可視化されそしてパターンが確立され得る。
殆どの場合、発端者は遺伝子疾患の診察を受けた最初の罹患した家族の一人である。発端者の先祖に明白な病気に罹患した他の対象者が存在する可能性があるが、罹患した先祖が知られていたとしても発端者は通常は診察を受けているか研究対象になっている人物を指す。罹患した先祖は生前の彼ら個人や病気に関する情報の不足が原因でしばしば不明な事がある。また、他の先祖は不完全浸透度または表現度の差異のため診断未確定の可能性もある。
発端者の診断は発端者の親族に対する疑いの指標を高め、彼らの一部は同じ病気と診断される可能性がある。従来は系統表を作成する際に最初に診断された人物の代わりに発端者は病気が発見された第一世代の罹患した先祖(両親、祖父母)の中から選ばれる可能性がある。
発端者(proband)の用語は系譜学において先祖(progenitor)とも呼ばれる系譜(ahnentafel)の根ノードを示す際にも用いられている。